# روزانة (مشرحات)
روزانة (بالفارسية: روزنه) هي قرية تقع في إيران في قسم مشرحات الريفي. يقدر عدد سكانها بـ 198 نسمة بحسب إحصاء 2016.